# زبان فارسی در قزاقستان
زبان فارسی در قزاقستان از پیشینه‌ای تاریخی برخوردار است، در دانشگاه‌های این کشور کرسی‌های زبان فارسی سی سال است که وجود دارد. رفت‌وآمد ایرانی‌ها و دادوستد آنان با اقوام قزاق، موجب اختلاط فرهنگی و ترویج زبان فارسی شده‌است و اسلام از طریق ایرانیان به این منطقه آمده‌است. بسیاری از کتاب‌های تاریخی این کشور به زبان فارسی نوشته شده‌است. تاریخ قزاقستان با زبان و ادبیات فارسی گره خورده‌است و هر فردی که قصد داشته باشد با تاریخ و ادبیات و جغرافیای تاریخی قزاقستان آشنا شود، باید زبان فارسی را بداند. بسیاری از ضرب‌المثل‌های فارسی در ادبیات قزاقی نیز به کار برده می‌شود.

## واژگان مذهبی و روزمره و اشعار
ایران و قزاقستان به خاطر همسایگی نزدیک تعاملات فرهنگی و تجاری زیادی با یکدیگر داشته‌اند. اسلام از طریق ایران وارد کشورهای آسیای مرکزی شده‌است و این امر باعث شد واژه‌های مذهبی زیادی مانند خدا، نماز، روزه و پیامبر از طریق زبان فارسی وارد زبان قزاقی شود. در فرایند واژه‌سازی این پدیده بسیار به غنی‌سازی زبان کمک می‌کند. شاعران دوره کلاسیک قزاقستان با شعرای ایرانی آشنایی داشته‌اند و از سوژه‌های آن‌ها استفاده می‌کردند مانند آبای غلام بایف که منظومه‌ای دارد که لیلی و مجنون نظامی گنجوی را به شعر قزاقی بازگویی کرده‌است و این نشان می‌دهد که زبان پارسی همیشه در قزاقستان سابقه داشته‌است. در قرن نوزدهم و اوایل قرن بیستم میلادی بعضی از آثار معروف ادبیات فارسی به قزاقی ترجمه شد.

## نام‌های فارسی در قزاقستان
در زبان قزاقی حدود ۳۰۶۸ واژه مشترک است که از زبان فارسی به خصوص از فارسی ورارود به زبان قزاقی اقتباس شده‌است. در خیابان‌های قزاقستان هم واژه‌های داروخانه، آش خانه، کوچه، شهر، آبادانی (اودانی) و نام‌های قزاقی رو به رو می‌شوید که با زبان فارسی مشترک است. نام اسفندیار به صورت اَسپَندیار و نام رستم و بیژن در میان قزاق‌ها خیلی فراوان است. نام‌هایی که در ترکیبش واژه گل دارد در قزاقستان خیلی فراوان است که ۱۲۵ نام زنانه قزاقی با این ترکیب مانند گل‌بدن، گلناز، گلنار، گلدانه، گلبهرام گردآوری شده‌است.